# Iditarod River

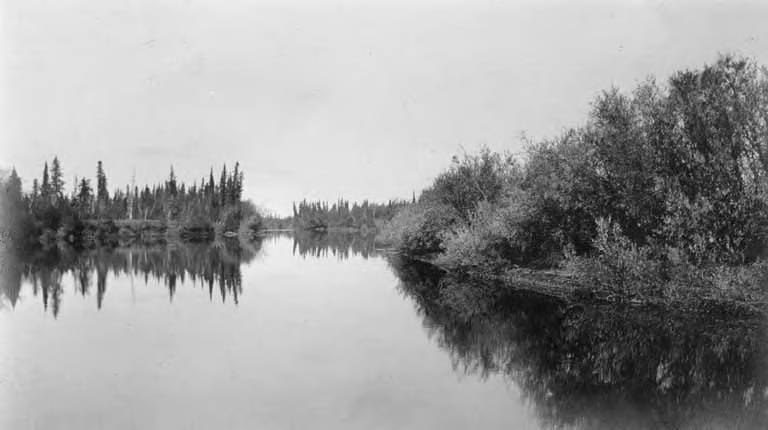
Iditarod River im September 1914

Der Iditarod River ist ein rund 520 Kilometer langer linker Nebenfluss des Innoko River im Südwesten des US-Bundesstaats Alaska. Er gehört zum Flusssystem des Yukon River.

## Flusslauf
Der Fluss entspringt nordöstlich von Chuathbaluk, rund 20 Kilometer vom Kuskokwim River entfernt. Er fließt entlang der Westflanke der Kuskokwim Mountains nordwärts, biegt am Unterlauf nach Westen ab und mündet nordöstlich von Holikachuk in den Innoko River, der seinerseits in den Yukon mündet. Der Flusslauf ist von sehr starken Mäanderformationen geprägt. 

## Name
A. G. Maddren vom United States Geological Survey meldete 1908 den Namen „Haidilatna“ für den Fluss, der vermutlich eine Abwandlung des Namens „Khadilotden“, eines Dorfs der Ingalik, war. Der von „Haiditarod“ abgeleitete Name „Iditarod“ setzte sich schließlich durch. Lawrenti Alexejewitsch Sagoskin, ein Leutnant der kaiserlich russischen Marine, hatte zwischen 1842 und 1844 zwei Bezeichnungen von Ureinwohner Alaskas für den Fluss dokumentiert. Die am Innoko River lebenden Ureinwohner verwendeten den Namen „Yalchikatna“, im Einzugsgebiet des Kuskokwim River war „Tachaichagat“ gebräuchlich.

## Sonstiges
Am Iditarod liegt die gleichnamige Geisterstadt, die 1909 als Goldgräberstadt gegründet und um 1930 wieder verlassen wurde. 